# His Sister-In-Law
His Sister-In-Law è un cortometraggio del 1910 diretto da David W. Griffith.

## Produzione
Prodotto dalla  Biograph Company, fu girato a Westfield nel New Jersey.

## Distribuzione
Distribuito dalla General Film Company, il film - un cortometraggio di una bobina - uscì nelle sale cinematografiche statunitensi il 15 dicembre 1910.